# 利き手
利き手（ききて）とは、人間の左右の手のうち、器用さや運動能力が優れており、より多く使う方の手のこと。

## 概要

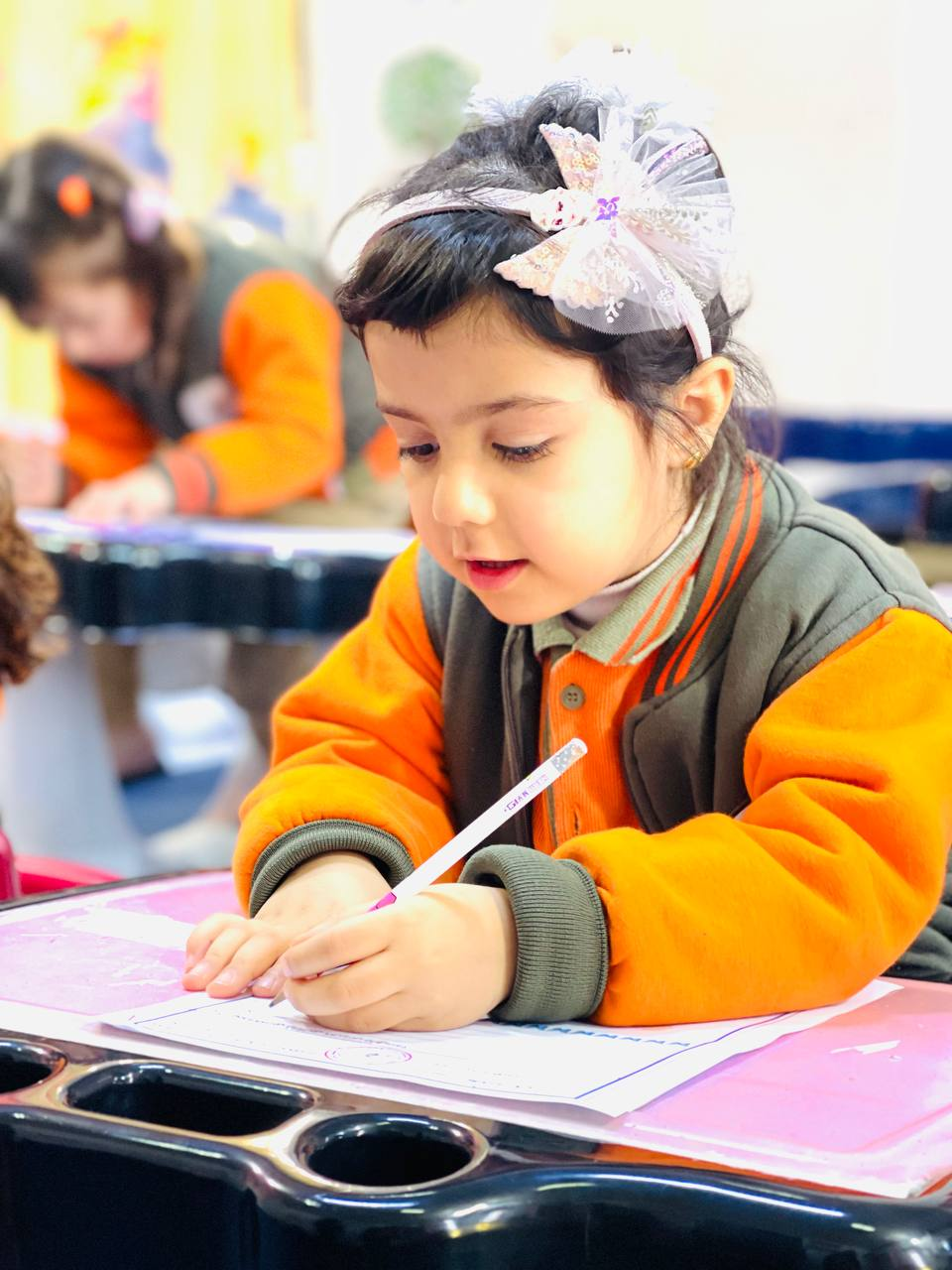
女の子が左手で字を書く

左右どちらの手が利き手なのかは、厳密に調べるには利き手テストにより判定する必要がある。地域による程度の違いはあっても、おおむね世界中で右利きの割合は90%前後、左利きの割合は10%前後である。旧石器時代から右利きの割合は高かったと推定されている。
字を書く方の手で判断されることが最も多いが、字を書写する際の手については伝統的に教育されているため必ずしも利き手と一致しない。他にも、スポーツをする時に使う手や、お箸を持つ手も利き手と判断されることが多い。ある身体操作を行う際の専門の手を、訓練で別の手にすることは可能であり、これを矯正と称している。
また、本来の利き手とは関係なく訓練によって両方の手で器用な動作のできるいわゆる両使い（両利き）の人や、字は右手、箸は左手などそれぞれの動作ごとに優先される手が異なり、左右の手を使い分ける人もいる。英語ではこれをクロスドミナンス（cross-dominance）と呼ぶ。

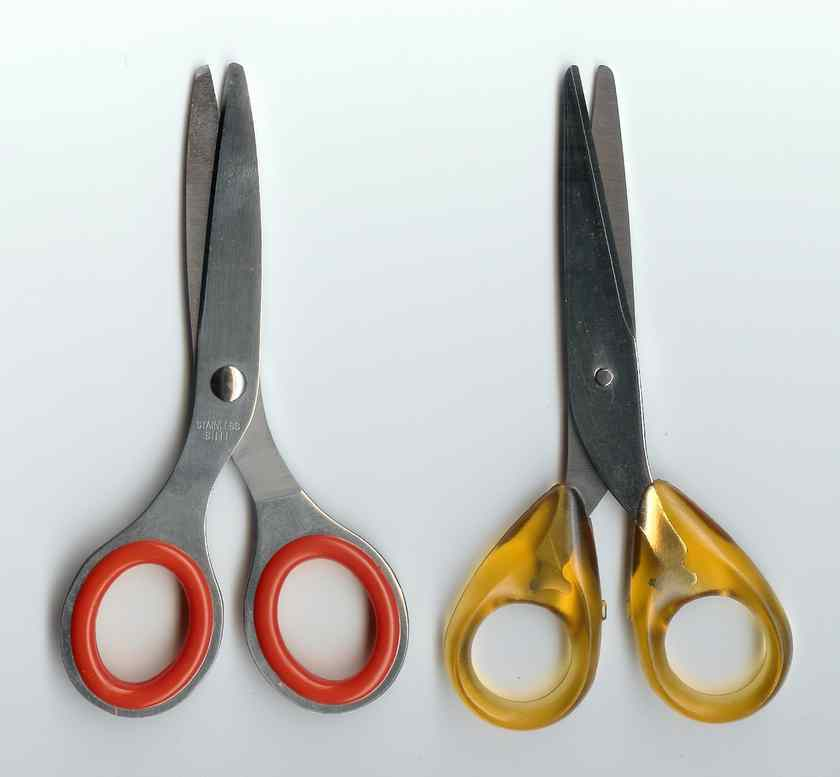
事務用洋鋏。左-左手用（総左）。右-右手用

## 利き手の発達
2013年の研究では、6〜14ヶ月の乳児の39％と18〜24ヶ月の幼児の97％が、使用する手の左右の好みを示した。人の利き手がどのように発達するかについてはいくつかの理論がある。出生前の発生が重要かもしれない。研究者たちは子宮内の胎児を研究し、子宮内での利き手から出生後の利き手を予測できることを示した。

### 左右の脳の分業
利き手がどのように脳に影響を与えるかについての一般的な理論の1つは、左右の脳の分業である。話すことや手作業は精巧な運動技能を必要とするため、左右の脳で分割して処理するのではなく、片方の脳半球で処理をする方が効率的だと推測される。ほとんどの人にとって、左脳が言語処理を行うので、右利きが支配的になる。この理論はまた、左利きの人々が脳の分業を逆転させていると予測する。予測は十分に一致せず、左利きの人の7割は、右利きの人と同じく左脳で言語処理を行っている。ただ残りの3割は、予測通りに右脳で言語処理を行っているか、あるいは右脳左脳の両方を用いる異質な脳組織を有している。左利きの人の平均を取ると、右利きよりも脳機能の局在が少ない。

### 遺伝的要因
利き手は複雑な遺伝パターンを示す。例えば、子供が左利きになる確率は、両親がともに右利きなら約10%、親が右利きと左利きのペアなら約20%、両親がともに左利きなら約26%である。Medlandらによる25,732家族の双生児の大規模な研究（2006）によると、利き手の遺伝率はおおよそ24％である（注:遺伝率は"親から子に遺伝する確率"ではない）。
現在までに、利き手の遺伝のパターンを説明するために2つの理論的な単一遺伝子モデルが提案されている。1つはレスター大学のマリアン・アネットの理論、2つ目はUCLのクリス・マクマナスの理論である。しかし、連鎖およびゲノムワイド関連解析から増えつつある証拠は、利き手の遺伝分散が単一の遺伝子座によって説明できないことを示唆している。これらの研究からマクマナスらは、利き手は多遺伝子性と結論し、少なくとも40の遺伝子座がこの形質の決定に寄与すると推定している。
Brandlerらは、左右の手の相対的な技能測定のために行ったゲノムワイド関連解析により、体の左右非対称性の決定に関与する遺伝子が、利き手を決定する上で重要な役割を果たしていることを明らかにした。これらの結果は、体の左右非対称性を決定する機構が、脳の非対称性の発達に対しても役割を果たしていることを示唆している（利き手は運動機能に対する脳の非対称性を外部に反映したものである）。

### エピジェネティック因子
双子研究は、遺伝的要因が利き手の分散の25％を説明し、残りの75％を環境要因が説明することを示す。利き手のエピジェネティクスの分子的基盤はほとんど不明であるが、2017年にOcklenburgらは、CpGサイトの非対称的メチル化が、利き手に関連する遺伝子発現の非対称性にとって重要な役割を果たすことを見出した。

### 出生前のホルモン曝露
4つの研究は、ジエチルスチルベストロール（合成エストロゲン）に胎内暴露した人は、臨床対照群より左利きである可能性が高いことを示している。ジエチルスチルベストロールの動物研究は、エストロゲンが左右の優位性と性的行動を支配する部分を含む、発達中の脳に影響を及ぼすことを示唆している。

### 出生前の前庭の非対称性
Previcは、多くの研究をレビューした後、最終妊娠期の胎児の位置（胎向）とその後の出産位置が利き手に影響する可能性があるという証拠を見出した。約3分の2の胎児は背中を母体の左側に向けている。これは、未熟児に右利きの減少をもたらす理由を部分的に説明する。Previcは、出生前の非対称的な位置が、前庭系の非対称な刺激を引き起こし、利き手の発達に関与すると主張している。実際、患者の右利きを減少させることのある全ての主要な障害は、前庭異常または遅延のいずれかと関連している。そして前庭皮質の非対称性は、利き手の方向と強く相関する。

### 超音波
超音波が胎児の脳に影響を及ぼし、母親が妊娠中に超音波を受けた子どもの左利き率が高くなるという説がある。このトピックに関する研究は、超音波スクリーニング（妊娠中の胎児と母親の健全な発達を確認するために使用される超音波検査）と左利きとの間に弱い関連性が存在する可能性があることを示唆している。

## 利き手テスト
科学論文における利き手の決定は、質問紙検査によってなされ、1970年に作られたエディンバラ利き手テストが標準化された検査となっている。エディンバラ利き手テストでは、10の動作について使用する手を、右手のみ、ほぼ右手、両手、ほぼ左手、左手のみ、の5つから選び、そこから利き手指数を算出する。利き手指数がプラスなら右利き、マイナスなら左利きとなる。エディンバラ利き手テストの10項目を列挙すると、(1)文字を書く手、(2)ボールを投げる手、(3)ハサミを使う手、(4)歯ブラシを使う手、(5)絵を描く手、(6)マッチをする手、(7)ほうきを持つときに上になる手、(8)フォークを持たないときにナイフを持つ手、(9)箱のふたを開ける手、(10)スプーンを持つ手、である。質問が文化的に適当でない場合は、一部の質問を置き換えて検査が行われる。

## 動物の利き手
人間以外の動物でも利き手やそれに相当する概念が研究されている。カンガルーはほぼ何をする場合でも左の前脚を使う傾向がある。オウムは種によって異なるが、左足で物をつかむ傾向がある。なかには右足ばかり使う種もいる。
犬、猫、ネズミは、種全体では左右どちらの脚を使うかの明確な傾向はない。ただ個体レベルでは動作の種類に応じて左右のどちらかの手足を使う傾向がある。
類人猿を含む霊長類ではどちらの手を使うのか相反する観察結果が出ているが、ポール・マクネレージらは、食べ物をつかむなど目と手の運動が中心となる動作には左手を使う傾向があり、手指での複雑な動作には右手を使う傾向があるという説を発表している。
アフリカのタンガニーカ湖にしか住まない、脳の神経細胞の個数が100万個程度である「ペリソーダスミクロレピス（Perissodus microlepis）」という種名の魚にも利き手に相当するものがある。その魚には右に向かって口が開く個体と左に向かって口が開く個体があり、口が開く方向は遺伝によって決まる。

## 利き手と成句
- 酒飲みのことを「左党」というのは大工が木材を穿つとき、右手に金づち、左手に工具の鑿(ノミ)を持つことにかかっているとされる。左手に鑿(ノミ)→左はノミ→左が飲み[34]。
- 左団扇は利き手とは反対の手で団扇を持つことを言う。利き手で扇ぐ場合に比べ、力のいらない手で扇ぐこと＝余裕があることを指す。